# Pyrrosia obovata
Pyrrosia obovata là một loài thực vật có mạch trong họ Polypodiaceae. Loài này được (Blume) Ching miêu tả khoa học đầu tiên năm 1935.